# Migmatit

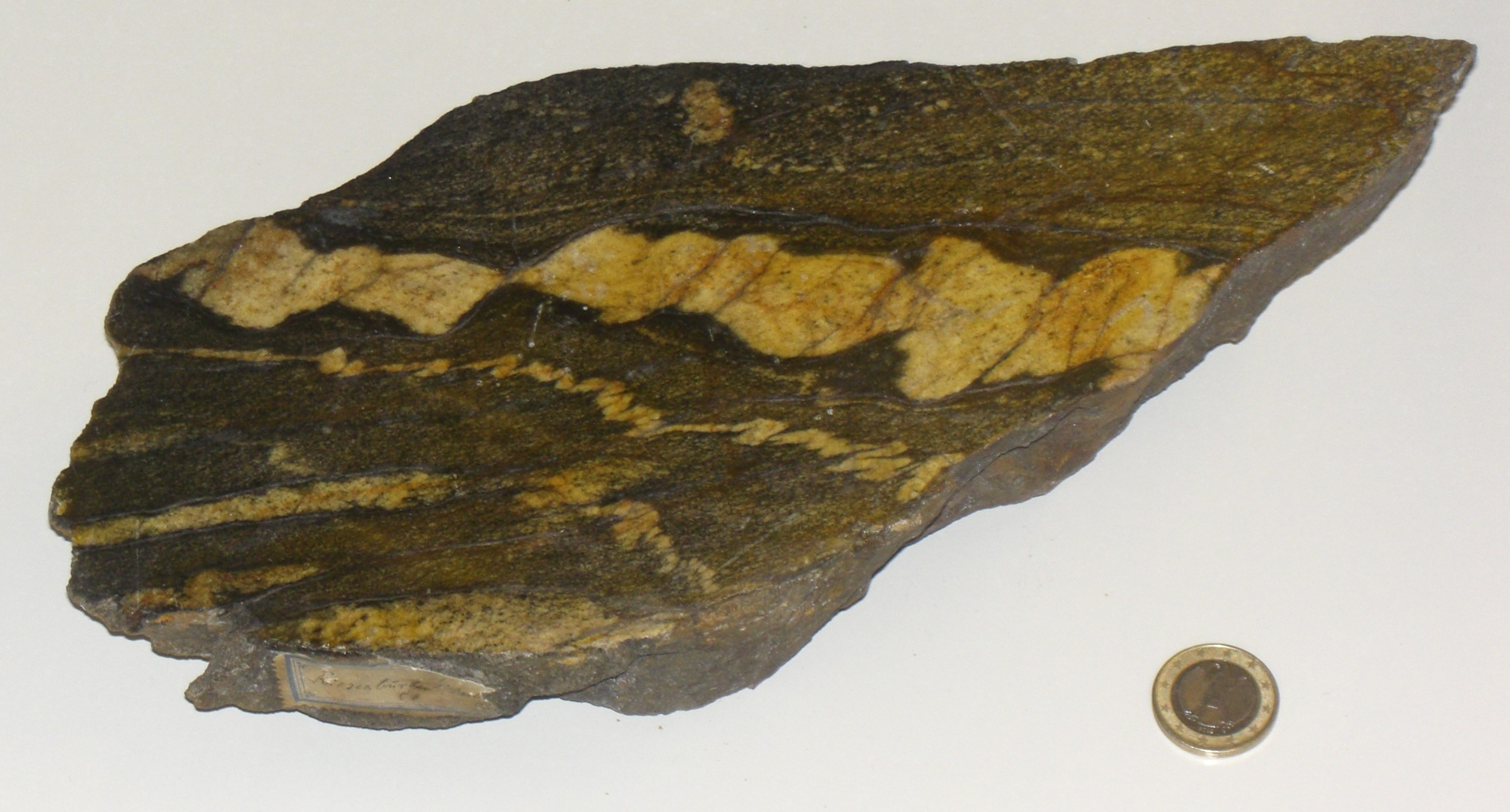
Migmatitischer Gneis
(Handstück, 10 × 20 cm)

Als Migmatit wurde ursprünglich ein Gestein bezeichnet, welches im Aufschlussmaßstab aus zwei oder mehr petrographisch unterscheidbaren Teilen besteht. Dabei weist ein Teil Merkmale eines metamorphen, ein anderer, meist hellerer Teil, Merkmale eines magmatischen Gesteins auf.
Heute versteht man darunter ein partiell aufgeschmolzenes Gestein (oder Anatexit), der helle magmatische Teil stellt die ehemalige, wieder erstarrte Gesteinsschmelze dar.

## Gliederung nach Gefüge

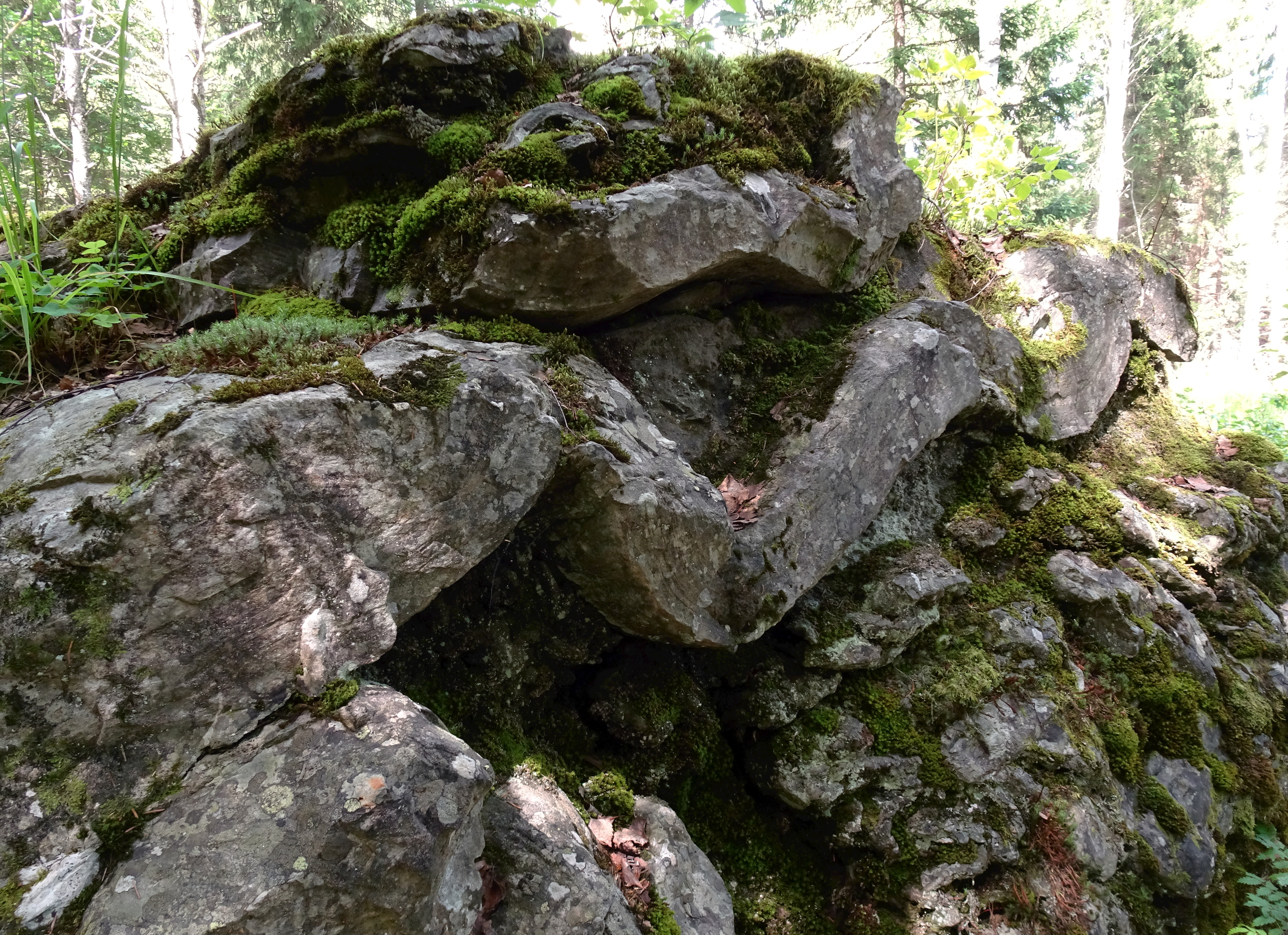
Der Bråfallssten in Dalarna.

Nach Mehnert (1968) werden Migmatite nach vier Gefügeelementen unterschieden:
- Das Paläosom ist derjenige Anteil eines Migmatits, der nicht der partiellen Aufschmelzung unterlag und daher die genetisch älteren Feststoff-Phasen des Gesteins beinhaltet. Dennoch kann das Paläosom während der Aufschmelzung mit der Gesteinsschmelze chemisch reagieren. Anders als die mobile Schmelze ist das Paläosom ortsgebunden. Seine Zusammensetzung und sein Gefüge zeugen von dem hochgradig metamorphen Ausgangsgestein, das vor der Anatexis vorlag.
- Als Neosom bezeichnet man die ehemals flüssige, aufgeschmolzene Phase des Gesteins, also die jüngere Bildung.
  - Ist das Neosom reich an Quarz und Feldspäten, z. B. Plagioklas und Alkalifeldspat und damit von heller (meist roter) Farbe, nennt man es Leukosom. Das Leukosom zeigt ein magmatisches Gefüge.
  - Hat es eine dunkle Färbung und ist damit reich an Cordierit, Biotit und Hornblende, nennt man es Melanosom. Diese Anteile bilden meist einen dunklen Rand um das Leukosom. Da es sich beim Melanosom um den schwer schmelzbaren Überrest des Ausgangsgesteins handelt, aus dem das Leukosom ausgetreten ist, wird es auch als Restit bezeichnet.

## Unterscheidungen nach Metamorphosegrad
Nur partiell aufgeschmolzene Migmatite werden auch als Metatexite bezeichnet. Das sind Gesteine, deren Neosom-Anteile aplitischen, pegmatitischen oder leukogranitischen Typs sind. 
In der weiteren Steigerung, fast vollständig aufgeschmolzene Migmatite, die schon fast als magmatisch gelten dürfen, aber noch eine geringe Einregelung zeigen, heißen Diatexite.
Als Syntexis bezeichnet man die Anatexis verschiedener Ausgangsgesteine.

## Auftreten und Vorkommen
Das Auftreten von Migmatiten granitischer Zusammensetzung weist auf Minimaltemperaturen der Metamorphose von 650 °C hin. Basische Gesteine schmelzen generell erst bei höheren Temperaturen.
Typisch ist ihr Vorkommen in hochmetamorphen Bereichen von Grundgebirgsbereichen mit älteren, mindestens proterozoischen Gesteinen. Für Europa sind als herausragende Referenzen der Baltische Schild und das Moldanubikum zu nennen.
In Mitteleuropa kommen Migmatite im Schwarzwald vor (besonders am Kandel und am Schauinsland), im Oberpfälzer Wald und im Bayerischen Wald. In den Alpen gibt es tertiäre Migmatite zum Beispiel im Tessin (in der sogenannten Südlichen Steilzone, unmittelbar nördlich der insubrischen Naht) und im Ötztal-Stubai-Kristallin.

## Natursteinsorten
- Paradiso (Indien, Tamil Nadu)

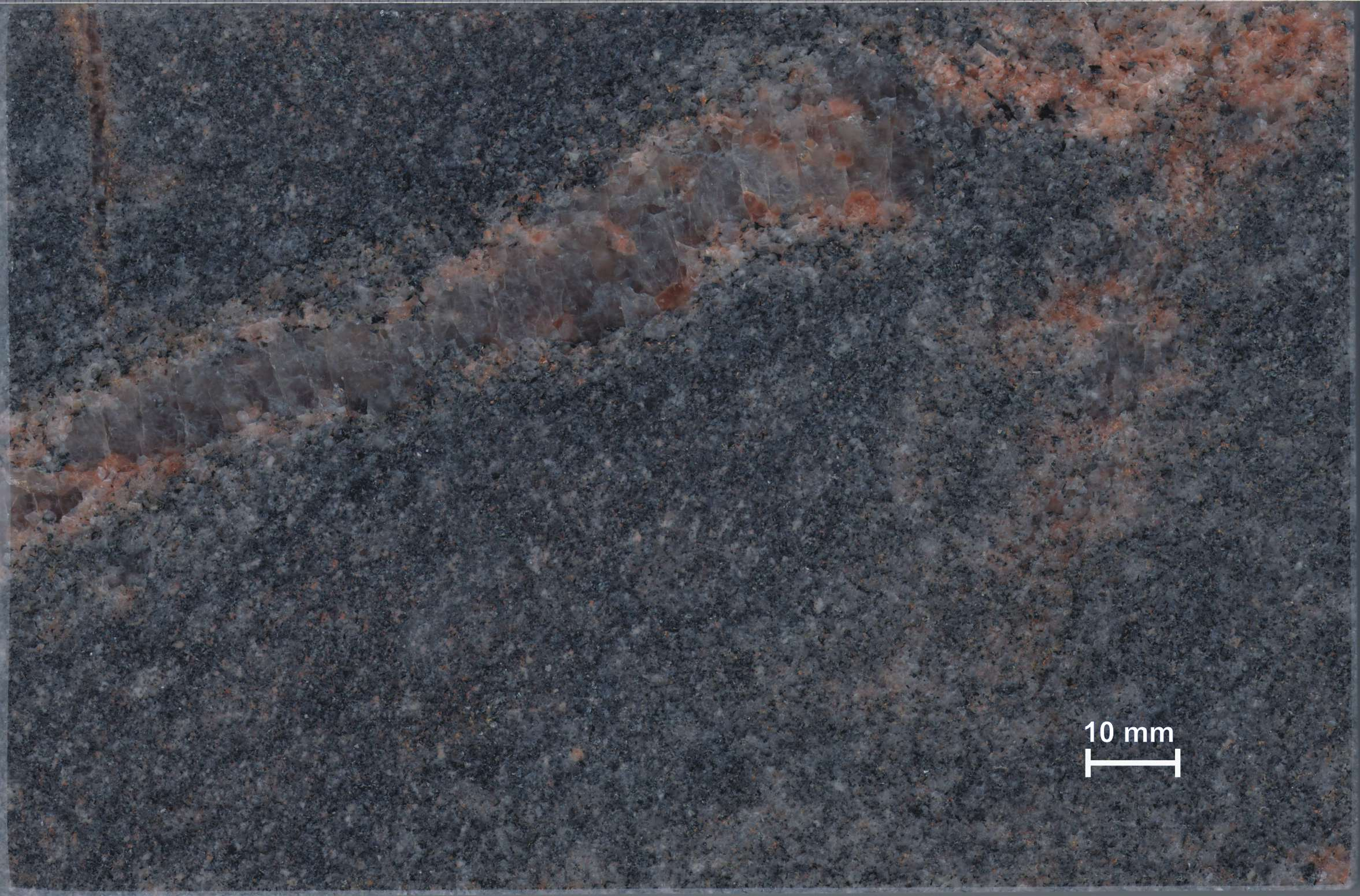
Migmatit Aurora aus Finnland

- Brasil Tropical (Brasilien, Minas Gerais)
- Multicolor Red (Indien)
- Aurora Borealis (Norwegen)
- Mäntsälä, auch Aurora (Finnland, Uusimaa)